# Luigi Burlando
Luigi Virgilio Romolo Burlando (23. leden 1899, Janov Italské království – 12. prosinec 1967, Janov Itálie) byl italský fotbalový obránce, trenér a také vodní pólista. Přezdívalo se mu Luigin. Byl prakticky jedinečným případem sportovního šampiona. Reprezentoval svou zem na OH 1920 ve dvou disciplínách (Fotbal a Vodní pólo). Byl milovník čisté gymnastiky, byl také šampiónem Savate, v té době velmi populární.
Fotbalovou kariéru začal v klubu SG Andrea Doria. Hrál tam tři roky. V roce 1921 odešel do Janova ve kterém zůstal 11 let. Stal se dvakrát vítězem ligy (1922/23, 1923/24). S fotbalem skončil v roce 1932. Poté hrál jen za rezervní tým ještě dva roky.
Za reprezentaci odehrál 19 utkání a jedinou branku vstřelil 21. května 1922 proti Belgii (4:2). Byl na dvou OH (OH 1920 a OH 1924).
Po fotbalové kariéře se stal poradcem, pozorovatelem a také hrajícím trenérem Janovského klubu.

## Hráčská statistika
| Sezóna          | Klub            | Liga            | Liga   | Liga | Ligové poháry | Ligové poháry | Ligové poháry | Kontinentální poháry | Kontinentální poháry | Kontinentální poháry | Celkem | Celkem |
| Sezóna          | Klub            | Soutěž          | Zápasy | Góly | Soutěž        | Zápasy        | Góly          | Soutěž               | Zápasy               | Góly                 | Zápasy | Góly   |
| --------------- | --------------- | --------------- | ------ | ---- | ------------- | ------------- | ------------- | -------------------- | -------------------- | -------------------- | ------ | ------ |
| 1921/22         | Janov           | 1. Divize       | 9      | 1    | -             | 0             | 0             | -                    | 0                    | 0                    | 9      | 1      |
| 1922/23         | Janov           | 1. Divize       | 10     | 2    | -             | 0             | 0             | -                    | 0                    | 0                    | 10     | 2      |
| 1923/24         | Janov           | 1. Divize       | 13     | 1    | -             | 0             | 0             | -                    | 0                    | 0                    | 13     | 1      |
| 1924/25         | Janov           | 1. Divize       | 24     | 0    | -             | 0             | 0             | -                    | 0                    | 0                    | 24     | 0      |
| 1925/26         | Janov           | 1. Divize       | 22     | 0    | -             | 0             | 0             | -                    | 0                    | 0                    | 22     | 0      |
| 1926/27         | Janov           | 1. Divize       | 25     | 0    | IP            | 2             | 2             | -                    | 0                    | 0                    | 27     | 2      |
| 1927/28         | Janov           | 1. Divize       | 34     | 1    | -             | 0             | 0             | -                    | 0                    | 0                    | 34     | 1      |
| 1928/29         | Janov           | 1. Divize       | 28     | 2    | -             | 0             | 0             | Stř.P                | 2                    | 1                    | 30     | 3      |
| 1929/30         | Janov           | Serie A         | 4      | 0    | -             | 0             | 0             | Stř.P                | 1                    | 0                    | 5      | 0      |
| 1930/31         | Janov           | Serie A         | 4      | 1    | -             | 0             | 0             | -                    | 0                    | 0                    | 4      | 1      |
| 1931/32         | Janov           | Serie A         | 15     | 0    | -             | 0             | 0             | -                    | 0                    | 0                    | 15     | 0      |
| Celkem za Janov | Celkem za Janov | Celkem za Janov | 188    | 8    | -             | 2             | 2             | -                    | 3                    | 0                    | 193    | 10     |

## Hráčské úspěchy

### Klubové
- 2× vítěz italské ligy (1922/23, 1923/24)

### Reprezentační
- 2x na OH (1920, 1924)